# Ctenosciara ctenosciaroides
Ctenosciara ctenosciaroides är en tvåvingeart som först beskrevs av Werner Mohrig 1999.  Ctenosciara ctenosciaroides ingår i släktet Ctenosciara och familjen sorgmyggor. Inga underarter finns listade i Catalogue of Life.